# Sant'Agata de' Goti
Sant'Agata de' Goti è un comune italiano di 10 065 abitanti della provincia di Benevento in Campania. Situato alle falde occidentali del Monte Taburno, confina con la provincia di Caserta.

## Geografia fisica

### Territorio
La città si divide in due parti: una moderna, edificata a partire dalla fine del XIX secolo e l'altra di fondazione romana, situata su una rocca di tufo.
Il rimanente territorio comunale è prevalentemente collinare e ospita contrade, masserie e frazioni di varie dimensioni, sorte a partire dall'epoca longobarda.

#### Idrografia
I corsi d'acqua che attraversano il territorio comunale sono quasi tutti a carattere torrentizio. I principali sono il fiume Isclero, affluente del Volturno; e i torrenti Riello e Martorano, che si riversano nell'Isclero.

### Clima
Il clima è mediterraneo, caldo d'estate, ma piuttosto umido d'inverno con possibile formazione di una coltre di foschia densa, favorita per lo più dall'Isclero; il più delle volte è una città ventosa.

## Origini del nome
Il toponimo Sant'Agata de' Goti si forma in differenti periodi storici. Nel corso dell'VIII secolo infatti la città longobarda fu intitolata alla santa catanese probabilmente per volontà di Radoaldo e Grimoaldo, fratelli educati alla corte di Arechi I di Benevento, che abitarono nella gastaldia di Sant'Agata, inclusa nella Contea di Capua, e contribuirono qui alla fondazione della chiesa di Sant'Agata de Amarenis, detta Sant'Agatella, oggi distrutta, in segno di devozione alla martire, dopo la conversione religiosa dal cristianesimo ariano a quello cattolico La seconda parte del toponimo si aggiunge in epoca normanna, con l'avvento dei feudatari della famiglia Drengot dopo il 1117: come è noto, Rainulfo Drengot conte di Sant'Agata apparteneva alla cerchia dei “Potentes” con facoltà speciali e potere decisionale autonomo tra i quali quello di dare il suo nome alla fortezza. Ma col tempo il cognome Drengot sia in Francia che in Italia prese ad essere pronunciato diversamente fino a mutare all'epoca degli Angiò in De-Goth. A seguito dell'estinzione di eredi legittimi De-Goth dopo il 1140, il feudo santagatese passò ad altre famiglie conservando il nome normanno poiché l'usanza di dare il proprio nome ai propri possedimenti non esisteva più.
Il feudo continuò a chiamarsi "Sant'Agata De-Goth" anche per gli Svevi fino alla morte di Manfredi. Giunto dalla Francia Carlo I d'Angiò, nel 1266, egli si appropriò del feudo santagatese affidandolo a Bertrando d'Artus, suo primo Consigliere, sposato una prima volta con Luisa Marra e una seconda con Guglielma Cantelmo, cameriera della regina Sancha, dalla quale ebbe il figlio Carlo, in realtà figlio naturale di Roberto d'Angiò Secondo alcuni studiosi esisterebbero fonti storiche, mai pubblicate o citate in alcun testo, secondo le quali fu Roberto d'Angiò a trasferire la proprietà del feudo a un ramo dei De-Goth provenienti da Aquitania e Guascogna venute in sud Italia in occasione della guerra a seguito del re; potrebbe essersi trattato di parenti del papa Clemente V, al secolo Bertrand De Goth, nominato nel 1312, terzo di dodici figli nati dal matrimonio fra Ida de Blanqueforte e Béraud De Goth, signore di Villandraut, Grayan, Livran e Uzeste. Un altro ramo della famiglia è riconducibile ai Conti di Armagnac: Giovanni I, morto nel 1376, si era sposato infatti con Reine De Goth di Lomagne, abitando sempre in Guascogna, regione annessa alle terre di Aquitania, al confine con la Spagna.
Fu certamente Carlo d'Artus a ereditare il titolo di Conte di Sant'Agata "De-Goth" (o "Dei Goti" al plurale, riferendosi a un nucleo familiare) nel 1343 divenendo poi Conte di Monteodorisio, in Abruzzo, sposando la contessa Giovanna di Scotto. I d'Artus detennero il feudo fino alla decapitazione dell'ultimo erede della famiglia, avvenuta nel 1411 Quando la regina Giovanna II d'Angiò, all'inizio del Quattrocento, assegnerà il feudo santagatese alla nobile famiglia De la Rath, di origine catalana, resterà comunque la denominazione "Sant'Agata De Goti" ; secoli dopo l'avvento degli Angioini, chi trascrisse, pronuncio' o ascolto' la dicitura "Feudo di Sant'Agata De' Goti", non immaginò un cognome di una famiglia d'origine francese, ma superficialmente, suggestionato da alcuni aspetti architettonici e storici, intese senz'altro "Sant'Agata fondata dai Goti" intesi come popolo di origine germanica invasori dell'Impero Romano (chiamati Goth appunto in inglese e francese); ma mentre le tesi sopra esposte sono dimostrabili dalle tracce normanne lasciate nella città, quella relativa a una fondazione o a un passaggio da parte dei Goti non è in alcun modo dimostrabile.

## Storia

### Età antica
Gli storici concordano sull'ipotesi che nell'attuale territorio di Sant'Agata de' Goti anticamente sorgeva la città sannita di Saticula. Necropoli sannite ricche di importanti ritrovamenti sono infatti venute alla luce nella zona a nordest del territorio santagatese, nell'area compresa tra il fiume Isclero ed il comune di Frasso Telesino. Il villaggio di Saticula venne citato da Virgilio nel testo dell'Eneide.
Già nel 343 a.C. il console Aulo Cornelio Cosso aveva stabilito sulla rocca tufacea un castrum, ossia un accampamento invernale per i soldati veterani. Nel 315 a.C., durante le vicende inerenti alla seconda guerra sannitica, Saticula venne occupata dal dittatore Lucio Emilio, ma il villaggio resistette in assedio per due anni e fu preso solo grazie all'intervento di Quinto Fabio Massimo Rulliano. Quindi divenne colonia romana, restando fedele a Roma durante la seconda guerra punica.
Furono i Romani i primi ad accamparsi sulla rocca fondando un castrum, nel quale in un primo momento vennero ad abitare i soldati veterani stanziati a Capua e successivamente, nel 42 a.C., nacque una vera e propria colonia dell'Impero per opera di Ottaviano Augusto (Viparelli, pagg. 13-20). In generale i Romani non costruivano muri di cinta laddove le condizioni geologiche consentivano una difesa naturale; anche in questo caso usarono la difesa dei fiumi per cui fu sufficiente tracciare sulla rocca, come era d'uso, il "cardo" e il "decumano" a incrocio e aprire le porte alle estremità dei due percorsi.
Presso il "Pretorium", spazio a ridosso della porta sud, i Romani costruirono l'alloggio del generale simile a un tempio e negli spazi di risulta le baracche per i soldati; si trattò probabilmente di un accampamento invernale, quindi costruito in pietra. Con la riforma dell'esercito romano avvenuta nel IV secolo ad opera di Diocleziano e l'arrivo dei Romani d'Oriente, il "Castrum" si trasformò in "Kastron": i costoni tufacei che fungevano da basamento al villaggio furono resi più inaccessibili costruendo al di sopra di essi una cinta muraria perimetrale composta da case accostate l'una all'altra in aderenza, aventi pochissime aperture estremamente piccole e mantenendo le tre porte. Ciò avvenne probabilmente nel periodo in cui la popolazione che abitava nella valle a nord est, nell'area intorno all'antica città sannita di Saticola ebbe bisogno di maggior protezione e il vecchio "Kastron" - che dà ancora oggi il nome a quest'area chiamata popolarmente "Castrone" - non offriva più adeguata protezione. Il nuovo "Kastron" mantenne la stessa struttura anche in epoca longobarda poiché i barbari non avevano cognizioni di ingegneria difensiva.

### Alto medioevo
Il "Castrum" accresciuto dalla popolazione saticulana, rimasta senza casa a partire dal 42 a.C., divenne una nuova città e restò sotto il controllo dei Romani d'Oriente fino all'invasione longobarda del Sannio: il re Agilulfo, salito al potere nel 590, fu autore della divisione delle regioni longobarde in ducati, divisi a loro volta in contee e gastaldie; l'elemento minimo di questa suddivisione, la gastaldia, fu sottoposto all'amministrazione del duca-gastaldo, sorta di governatore perpetuo. Intorno a lui uno stuolo di “fedeli” detti gasindi. Furono così create nel Sannio il Ducato di Spoleto e quello di Benevento, cellule madri della più piccola Contea di Capua, a sua volta contenente la Gastaldia di Sant'Agata (Di Resta-Abbate). A seguito dell'intensa politica di conversione dei Barbari al cristianesimo operata da Papa Gelasio e da Papa Gregorio Magno, si ebbe un numero impressionante di fondazioni di strutture religiose su tutto il territorio longobardo, soprattutto in prossimità dei castelli, dove l'edificio ecclesiale veniva utilizzato come cappella ad uso esclusivo del fondatore, il castellano, per un esercizio del culto limitato alla sua famiglia (Ircani Menichini). L'oratorio o la basilica venivano dedicati ad un santo che appartenesse al mondo cristiano legato a Costantinopoli o all'Oriente: cominciò così nella città la pratica del culto di Sant'Agata, martire catanese le cui reliquie provenivano da Costantinopoli, per contrastare l'arianesimo (Cammilleri) attraverso la fondazione della prima chiesa dedicata alla Santa catanese, Sant'Agata de Amarenis, voluta da una famiglia longobarda, appunto, e oggi non più esistente.
Grande regista della conversione longobarda e della crescita di potere sulla scena politica della Chiesa Romana, Papa Gregorio Magno lo ammiriamo negli affreschi chiesa dell'Annunziata a Sant'Agata. Pur dominato dall'idea della fine del mondo, votato al distacco dalla vita materiale su esempio di Benedetto da Norcia, volle convertire l'umanità, riformare la Chiesa e renderla più attiva. Ebbe in ciò l'aiuto della regina longobarda Teodolinda, moglie di Autari e poi di Agilulfo, disposta a convertirsi al cristianesimo e a convertire gli uomini della sua famiglia. Si maturò così la "Conversione Suprema" dei barbari invasori nel 653, sotto il re Ariperto (Vitolo).
Nel 774, con la sconfitta di Adelchi, Principe di Benevento a Verona da parte di Carlo Magno re dei Franchi, la dominazione longobarda si concluse nelle terre del Sannio ma gli ultimi gastaldi indipendenti che avevano coltivato prudentemente buoni rapporti con i Bizantini, alleandosi con questi, riuscirono a mantenere il potere agendo in maniera autonoma: tra questi furono i gastaldi di Sant'Agata.(Rainone, pagg. XXXV - XXXVI).
Infatti, nonostante la conversione al cristianesimo e la devozione verso Sant'Agata, al punto da mutare il nome della città, la stessa risulta alleata ai Bizantini nell'866 quando fu assediata da Ludovico II, erede di Carlo Magno, ansioso di annettere le terre “ribelli”. Nell'871, unita ad altre città del Sannio della Campania e della Lucania, Sant'Agata oramai città di gastaldi ribelli, si rivoltò nuovamente contro l'imperatore Ludovico II, preferendo schierarsi ancora dalla parte dei Bizantini. Nell'871 il gastaldo era un tale Isembert, che vantava parentele con Bassaggio, abate dell'abbazia di Montecassino, mentre nell'877 gli succedette Marino: entrambi sono citati da Francesco Viparelli a proposito di un legame con il patriarca di Costantinopoli. (Viparelli p.16. Ottone I di Germania, nominato Imperatore, per mettere ordine nelle terre sconvolte dalle lotte religiose diede autorità a numerosi vescovi della Chiesa Romana conferendo loro il titolo di Conti: per superare i disagi degli spostamenti sui suoi territori, l'Imperatore suddivise gli stessi in comitatus, governati appunto da comes, conti; mentre nelle terre di confine diede vita a contee molto vaste, cui venne posto il nome di marche la cui amministrazione fu affidata a un marchese. Anche Sant'Agata, sconvolta più che mai dagli effetti dei contrasti religiosi, fu affidata alla giurisdizione di un vescovo-conte, consacrato dall'Autorità religiosa ma nominato dall'Imperatore per quanto riguardava l'amministrazione della contea. Nel 970, «Landolfo primo vescovo beneventano consacrò nostro vescovo il prete Madelfrido con tracciarli i limiti della sua Diocesi, come nella Bolla di tale consacrazione». Nacque così la Diocesi di Sant'Agata de' Goti.
Nel periodo in cui i Longobardi dominarono la città il tessuto urbano cittadino di origine romana cominciò ad alterarsi fino a scomparire del tutto, grazie anche alla pratica dei barbari di "riciclare" materialmente pezzi di strutture appartenuti a templi pagani o a basiliche giudicate inutili. Si vedono esempi di questa pratica in molte pareti perimetrali di edifici costruiti in quest'epoca come nei capitelli della cripta della prima Cattedrale, originariamente realizzata da Adalardo In questo periodo si posero le basi di una lenta trasformazione dei costumi nella popolazione, delle abitudini alimentari e delle consuetudini contadine, alcune delle quali sopravvivono ancora oggi. Nel territorio circostante furono create le masserie, luoghi fortificati dove si sviluppò la produzione di vettovaglie a servizio della comunità, svolta dai massari riuniti in nuclei familiari che davano il proprio nome alla fattoria, esattamente come avviene ancora oggi in alcuni casi. Il gastaldo di Sant'Agata abitava invece protetto sull'altura di tufo, nei pressi dell'antico Pretorium romano del tutto smantellato, in una costruzione prossima a una falda d'acqua sotterranea, a cui attingeva un pozzo. La sua casa non era più di una rudimentale torre quadrata di legno e pietra, di circa dodici metri di lato, a due o quattro piani, ai quali saliva attraverso una scala rustica a pioli.(Pognon) Il tessuto urbano era caotico, fatto di abitazioni rudi poiché i popoli barbari non conoscevano le tecniche edilizie e architettoniche come afferma Tacito nel suo studio antropologico sui Germani; in qualche caso venivano utilizzate anche le grotte naturali come rifugio contro i nemici.

### Periodo normanno
Nell'XI secolo Sant'Agata si ritrova come feudo acquisito come "beneficio" imperiale dalla famiglia Drengot Più precisamente, nel 1097 ne divenne conte Roberto, nipote di Asclettino, uno dei capostipiti della famiglia. Nel 1102 diventò conte di Caiazzo. Con i titoli di Conte di Alife, Caiazzo, Telese e Sant'Agata prese in moglie Gaitelgrima e fu poi padre di Rainulfo III e Riccardo. Roberto ordinò la ristrutturazione, o forse il parziale rifacimento, della chiesa di San Menna, attualmente una delle più notevoli del centro. La chiesa assunse nello schema strutturale l'impronta del romanico, subendo invece nelle decorazioni influssi bizantini attraverso le tecniche di posa dei mosaici ricavati da materiale di spoglio recuperato.
Il primogenito ed erede, Rainulfo, da adulto ebbe aspetto talmente imponente da prendere il soprannome di "Rainone". Seguendo il principio della primogenitura, nel 1108 Rainone ricevette dal padre, tra i benefici, le terre di Sant'Agata, Alife, Caiazzo, Avellino, Airola. Egli entrò a far parte di quella schiera di indipendenti, i Potentes, ritenuti tali non per il titolo, ma per il fatto di possedere una fortezza; una di queste fortezze fu la rocca di Sant'Agata, opportunamente trasformata.
Nel 1130, l'investitura di Ruggero II d'Altavilla con il titolo di re di Sicilia scontentò la piccola nobiltà normanna, soprattutto quella che aveva raggiunto i vertici del potere e minacciava di diventare indipendente: di questa faceva parte lo stesso Rainulfo conte di Sant'Agata. Ruggero giudicò arrivato il momento di appropriarsi materialmente della fortezza santagatese, lasciata fino a quel momento libera e indipendente; il feudo, cresciuto spaventosamente in estensione nel corso degli anni, grazie alle acquisizioni dei territori portati in dote dalle mogli, rappresentava evidentemente una tentazione fortissima: le terre di Rainone infatti, oltre ad Alife, Caiazzo, Sant'Agata de' Goti e Telese, compresero in alcuni periodi anche Avellino, Mercogliano, Ariano e Troia.
Il re Ruggero ingaggiò una prima battaglia contro i Baroni del Regno sul fiume Sarno nel 1132. Secondo lo storico santagatese Fileno Rainone, in tale occasione ebbe parte attiva il conte Rainone, divenuto nel frattempo cognato di Ruggero. Il re aveva rapito sua sorella, moglie di Rainone, e il nipote di quest'ultimo Roberto, legittimo erede. La risposta a questo sopruso infatti non si era fatta attendere e Rainone era riuscito ad avere la meglio sul cognato, con il supporto di Roberto II di Capua e Sergio VII di Napoli. Così re Ruggero retrocedette, forse per indurre Rainone ad arrendersi.
Ruggero tornò alla carica nel 1133 riconquistando a una a una le terre perdute: mettendo in atto la tattica della provocazione, dopo la vittoria Ruggiero compì atti crudeli e saccheggi in tutte le terre della contea, allo scopo di eliminare il Principe di Capua e i suoi sostenitori tra i quali il Conte di Sant'Agata. Secondo Fileno Rainone, il feudatario lasciò la sua fortezza con tutto il suo esercito per scontrarsi lealmente col nemico, prendendo purtroppo un percorso sbagliato: Ruggero, scegliendo altre strade, giunse a Sant'Agata entrando vittorioso nella città senza difesa. Tuttavia Rainone non si era ancora arreso: tornato alla carica dopo qualche tempo, conobbe dapprima una vittoria, poi una sconfitta. Infine, nel 1137, aiutato dal papa Innocenzo II e dall'imperatore Lotario II di Germania, riuscì a riconquistare le terre di Sant'Agata e ad assumere il titolo di duca di Puglia.
L'ultima, decisiva battaglia tra Rainone di Sant'Agata Drengot e Ruggero di Sicilia si svolse il 29 ottobre 1137, secondo John Julius Norwich a Rignano Garganico. Rainone intervenne con un esercito di 800 soldati tedeschi inviati da Lotario, uniti alle milizie marittime pugliesi, contro il suo antico alleato, Sergio, passato dalla parte di Ruggiero; e riportò una nuova grande vittoria su Ruggero.
La battaglia portò alla fuga del re Ruggiero, il quale si rifugiò col figlio a Salerno; nonostante ciò una dura rappresaglia dei suoi sostenitori vide le terre del feudo campano di Rainone saccheggiate e messe a ferro e fuoco, mentre i suoi possedimenti pugliesi (Troia, Melfi, Canosa e Bari) restarono immuni dalla vendetta. Con la morte di Rainone, avvenuta il 30 aprile 1139 per un attacco di febbre malarica, Ruggiero poté impadronirsi definitivamente del feudo di Sant'Agata de' Goti. Probabilmente il figlio di Rainone, Roberto Drengot, fu affidato a un protettore avendo perduto tutte le terre del feudo. Egli visse a Roma col titolo di Conte di Tuscolo, famiglia già imparentata con i Drengot dal 1046 e probabilmente prese i voti, dato che non vi sono più notizie di eredi legittimi.
Nel periodo normanno Sant'Agata iniziò a prendere una fisionomia simile a quella attuale. Il fortellicium fu realizzato a partire dall'XI secolo: i Normanni sfruttarono le cave di tufo già presenti nel borgo, utilizzandole poi come "conserve" e cisterne, alcune delle quali visitabili ancora oggi, e con tale pietra costruirono i contrafforti addossati ai costoni naturali: questo sistema, unito a una cinta di case-cortina, rese le mura inespugnabili a ovest, mentre a est fu arricchito da una rete di torrette d'avvistamento. Secondo Fileno Rainone furono costruite e rinsaldate nella stessa epoca le porte d'accesso alla cittadella, divenute quattro: le prime due localizzate fuori dal circondario della città, la terza porta a Oriente (l'attuale porta San Marco), la quarta porta a Settentrione della città, chiamata Porta dei Ferrari, poi demolita nel XIX secolo. Secondo alcuni tale porta doveva il nome alla presenza di un'inferriata di protezione  ma anche probabilmente perché immetteva lungo la strada di uscita dal borgo, sulla quale davano le botteghe dei fabbri ferrai.
Il lato sul fiume Martorano restò sempre la parte più inespugnabile, alla quale si arrivava solo in barca, guadando il fiume. Una volta giunti sotto la cinta difensiva alta più di 150 metri, non c'era modo per i nemici di entrare se non cingendo d'assedio la città: i più scaltri sapevano che, mentre a est e a sud la presenza delle torrette di avvistamento (visibili ancora oggi) permetteva di scoprire in anticipo i nemici e prepararsi così alla difesa, da ovest si poteva invece arrivare sotto i costoni restando nascosti tra la vegetazione; in questo modo era possibile cingere d'assedio la città scavando cunicoli alla base delle alte pareti tufacee, in corrispondenza delle "conserve" (cisterne e cantine) sotterranee più grandi, in modo da svuotarle dell'acqua e del cibo, costringendo gli abitanti velocemente alla resa. Dato il notevole spessore delle mura alla base, si cercava di scavare da entrambe le parti, avvalendosi di un traditore all'interno della città che aiutasse il nemico a penetrarla. Ancora oggi nei costoni sul Martorano si notano gli ingressi ai cunicoli, sfocianti nei sotterranei e nelle cantine delle abitazioni private, usati a partire dal Cinquecento per uscire ed entrare segretamente dalla rocca, soprattutto dai religiosi stanziati in gran numero nel borgo, all'interno delle insulae monastiche costruite su questo versante. Sul lato est della fortificazione sopravvive un discreto numero di torrette d'avvistamento e di presidio, talvolta abbandonate, oppure inglobate in residenze private e riadattate nell'uso. Le torri quadrangolari, come la Lamia di porta San Marco, fanno parte del fortellicium normanno.
Col passar del tempo le case-cortina della fortezza servirono da "scudo" alle due strade perimetrali (via Riello e via Martorano) sulle quali affaccia un secondo ordine di residenze parallelo di tipo nobiliare e tale conformazione è rimasta intatta ad oggi. Guardando il prospetto dell'abitato a est e a ovest, si distinguono splendidi episodi architettonici del Seicento e del Settecento misti all'edilizia medievale, mentre al di là della murazione fortificata si celano giardini pensili e orti, utilizzati nel Medioevo come fonte di approvvigionamento durante gli assedi, parzialmente trasformati in rigogliosi giardini tra il XVII e il XIX secolo, con l'aggiunta di terrazze e belvedere, nell'ambito delle ricostruzioni urbane del XVI e XVIII secolo.
La torre annessa al castello ubicata nella villa comunale di piazza Trieste, di forma cilindrica, fu aggiunta nel Cinquecento per rafforzare la difesa sul versante est, all'indomani delle lotte dinastiche degli Angio'- Durazzo (Catapane).

### Dal periodo angioino alla fine del feudalesimo
Dopo una parentesi in cui il feudo passò con alterne vicende nelle mani di Federico II di Svevia, esso passò sotto la protezione diretta degli Angiò, re di Napoli. A seguito della non documentata alienazione da parte degli Angiò a Bertrand de Goth, il feudo fu gestito dalla regina Giovanna I.
Furono i d'Artus a ricevere in beneficio dalla regina il feudo di Sant'Agata de' Goti. Carlo d'Artus, figlio naturale di Carlo II d'Angiò, erede del titolo di conte di Sant'Agata nel 1343 e poi Conte di Monteodorisio, in Abruzzo, sposò la contessa Giovanna di Scotto e ne ebbe due figli: Luigi e Carlo II. Fu il primogenito ad ereditare il feudo santagatese, mentre il secondo ebbe il quello abruzzese. Tuttavia nel 1345 Carlo II si rese esecutore dell'assassinio di Andrea d'Ungheria, marito della regina Giovanna, nel castello di Aversa, molto probabilmente per favorire il suocero Niccolò Acciaiuoli; e finì decapitato. Luigi, sposato con Isabella di Celano, ricevette quindi anche il feudo del fratello. Suo successore fu il figlio primogenito Ludovico, morto il 5 settembre 1370 e sepolto nella chiesa di San Francesco a Sant'Agata; da questa data il titolo passò a suo fratello Giovanni d'Artus, unito in matrimonio con la nipote di papa Urbano VI. Costui non lasciò eredi se nel 1390 il terzo fratello, Carlo III, già Signore di Maddaloni, fu designato conte di Monteodorisio e di Sant'Agata de' Goti. Ancora nel 1401 Ladislao d'Artus era feudatario di Sant'Agata: ma, ribelle al re, fu imprigionato e decapitato senza lasciare eredi.
Nel 1432, estinti i d'Artus, la regina Giovanna II d'Angiò prese sotto la sua protezione Baldassarre De la Rath, nobile di origine catalana, Conte di Caserta, e gli donò il feudo di Sant'Agata. Scomparsa Giovanna, subentrò alla guida del regno Alfonso d'Aragona, re tra il 1443 e il 1458; costui continuò a proteggere i De La Rath i quali si batterono strenuamente per conservare la proprietà sul feudo per qualche tempo. Una componente della famiglia, Caterina de la Rath, duchessa di Caserta, sposò in prime nozze Cesare, figlio di Ferdinando d'Aragona, a cui fu dato il titolo di marchese di Sant'Agata de' Goti; ma nel 1509 sposò in seconde nozze Andrea Matteo Acquaviva, già duca d'Atri, bramoso di potere, il quale cercò continuamente e con ogni mezzo di acquisire benefici e proprietà al fine di accrescere la sua potenza all'interno del Regno di Napoli. Pare infatti che con la riunione dei feudi abruzzesi del padre, quelli pugliesi della madre e quelli campani, lucani e calabresi della seconda moglie, il casato degli Acquaviva fosse riuscito ad affermarsi come una delle sette famiglie più potenti del Regno di Napoli. Matteo insegnò all'Accademia Pontaniana e tradusse le opere del Plutarco: fu un feudatario ricordato come un vero principe umanista.
Con la continua mutazione dello scenario politico, i De la Rath persero il feudo che, alla morte di Andrea Matteo Acquaviva (1529), passò prima a Giovanni de Rye e alla famiglia Ram e poi, nel 1572, fu venduto a Giovanni Camillo Cossa, che prese il titolo di Duca di Sant'Agata. I Coscia tennero il feudo sino al 1674. Suo figlio Giovan Paolo sposò Cornelia Pignatelli, nobile benefattrice, alla quale Sant'Agata deve la ristrutturazione dell'antica casa di accoglienza e cura fondata dai Cavalieri Ospitalieri nel 1229. Fu proprio nel 1529 che ciò avvenne, e fu affidata la cura ed assistenza degli infermi poveri ai Fatebenefratelli di Napoli: l'ospedale prese il nome di "San Giovanni di Dio".
Giulio Antonio Acquaviva, figlio di Andrea Matteo, consolidando le politiche del padre, si impossessò ancora una volta del feudo di Sant'Agata divenendo nel 1579 Principe di Caserta e di Teano, su iniziativa del re Filippo II d'Asburgo. La lotta tra le famiglie per il possesso della rocca di Sant'Agata continuò, se nel 1585 Francesco De la Rath, italianizzato in Della Ratta, marito di Donna Altobella Gesualdo, riuscì ancora una volta a riconquistare favori e titolo, in ciò contrastato vivamente da Giovan Paolo Cossa, il quale riuscì ad avere la meglio nello stesso anno, ottenendo anche il feudo di Mirabella in Principato Ultra.
Il feudo di Sant'Agata, dopo ulteriori efferate lotte dinastiche, venne acquisito dalla nipote di Diomede Carafa II, della famiglia dei Carafa della Stadera, duchi di Maddaloni e Frosolone; terzo Conte di Maddaloni, sposato tre volte, Diomede fu uomo ricco di discendenze e morì nel 1523. Alla fine del Seicento (1693), la nipote (Giovanna) Emilia Carafa portò in dote a suo marito Domenico Marzio Pacecco Carafa, il feudo di Sant'Agata, contribuendo a renderlo Conte.
Nel frattempo il Capitolo della cattedrale di Sant'Agata de' Goti, sempre più potente sul territorio, modificò la sua gerarchia aggiungendo ai canonici, dal 1546, nuove figure, le cosiddette "dignità": l'arcidiacono, il decano, i primicerii e il tesoriere. Dunque, dalla metà del Cinquecento, dieci parrocchie sulle diciassette esistenti a Sant'Agata furono rette dal Capitolo o da un gruppo di canonici o da una dignità, e «fatto è che il Capitolo si trovò ad essere una "potenza" per il numero dei membri, per la disponibilità economica, per l'accentramento della cura d'anime, per il monopolio su ogni altra celebrazione di culto».
L'acquisizione di nuovi possedimenti contribuì non poco all'espansione del potere clericale nella città. I personaggi più importanti della famiglia Acquaviva, Andrea Matteo III, vissuto tra il 1456 e il 1529, e Claudio Acquaviva, vissuto tra il 1543 e il 1615, generale dei Gesuiti, feudatario al tempo del vescovo Felice Peretti, divenuto Papa Sisto V, molto probabilmente furono protagonisti e fautori di questa acquisizione.
Nel 1696 la famiglia Carafa della Stadera di Maddaloni acquistò il feudo e il castello di Sant'Agata nell'ambito di una precisa strategia che durava da tre secoli, ideata dai regnanti della casa d'Aragona, protettori di questa dinastia per la fedeltà e la lealtà dimostrata nel tempo. Infatti ai Carafa, nati come famiglia nel Trecento da un ramo dei Caracciolo napoletani e suddivisi in varie discendenze in base alle loro attività e fortune, era assegnato da sempre il compito di proteggere e controllare i più importanti snodi viari della Campania. Fu Marzio Carafa duca di Maddaloni (1645-1703) ad acquisire il castello di Sant'Agata, insieme ai suoi otto casali; egli morì appena quattro anni dopo, dunque non ebbe molto tempo per abitarlo: d'altronde i Carafa di Maddaloni possedevano molte dimore sparse in Terra di Lavoro, non tutte abitate e abitabili. Queste dimore, una volta acquisite, venivano assegnate a vari membri della famiglia in eredità, in modo che ciascuno iniziasse un nuovo ramo per proprio conto, espandendo il potere del casato.
Il castello di Sant'Agata fu assegnato alla figlia di Marzio, la duchessa Caterina Carafa della Stadera di Maddaloni sposata con Domenico Carafa principe di Colubrano: la neosposa decise senz'altro di abitare presso le sue terre, poiché alcune sale del castello riportano degli affreschi testimonianza di un rinnovamento che mai sarebbe avvenuto in una dimora disabitata. La duchessa morì nel 1756, e i suoi eredi principi di Colubrano furono padroni, nelle terre del feudo, anche dell'area chiamata "Ferriera vecchia" lungo il fiume, fino all'abolizione del feudalesimo.
Alla fine del Settecento gli Eletti di Sant'Agata de' Goti avviarono una serie di ristrutturazioni urbane allo scopo di migliorare la vivibilità della città, divenuta residenza di alcune famiglie patrizie provenienti dal Regno di Napoli, a seguito dell'attenzione dimostrata dai Borbone verso Sant'Agata: Carlo di Borbone nella prima metà del Settecento aveva incluso questo territorio nei suoi piani di sviluppo delle industrie siderurgiche promuovendo la costruzione di una Ferriera lungo il fiume Isclero, forse derivata da una Ferriera già esistente appartenuta ai feudatari Carafa. Nel Catasto onciario del 1752 la "Ferriera Nova" è già menzionata e appartiene a un nucleo di otto Ferriere sparse nel Regno: in essa si lavorava materiale proveniente dall'isola d'Elba utilizzando legname delle foreste di Cervinara mentre si producevano armi di difesa.
L'attenzione del re fu orientata anche verso gli scavi archeologici e i ritrovamenti sul territorio santagatese, che vennero studiati, catalogati e conservati in gran parte da Fileno Rainone, e oggi sono custoditi nel museo privato della famiglia Mustilli, imparentata con i Rainone. A partire dalla seconda metà del Settecento furono risistemate le aree a nord di Sant'Agata con la formazione della villa Comunale di piazza della Torricella (1790-91) e la regimentazione di alcune sorgenti antichissime nell'area di Reullo, già interessata dalla costruzione delle condotte d'acqua alla Ferriera e del ponte Viggiano. Sulle proprietà di alcuni Eletti e Dignità del Capitolo Cattedrale a Reullo, in contrada Bocca e nel territorio circostante fuori le mura furono costruiti lavatoi pubblici a servizio della popolazione, oggi ancora esistenti e in parte utilizzati dagli abitanti.
Seguì la tendenza urbanistica dell'epoca la formazione dell'asse viario con orientamento nord-sud, in un'operazione di parziale "sventramento" del tessuto urbano medievale, giudicato oramai inutile e in qualche caso malsano (come l'insula monastica presente in corrispondenza della piazza del Carmine abbandonata da tempo, o quella in corrispondenza di via Ciardulli all'incrocio con via Fontana e via Diaz, dove fu eliminata anche la porta dei Ferrari). Al suo posto fu avviata la costruzione, prospiciente alla strada, di alcune residenze di famiglie patrizie, alcune delle quali attualmente sono tuttora residenti sul posto. Le trasformazioni si protrassero fino a tutto l'Ottocento, come attestano le date di fondazione degli edifici in questione; davanti ad ogni chiesa dotata di sagrato in molti casi lo spazio fu ampliato come piazza o come "Largo": nacquero così la piazza Ludovico Viscardi (davanti alla chiesa di Sant'Angelo de Munculanis), la piazza del Carmine (davanti alla chiesa della Madonna del Carmine), la piazza Trento (davanti alla chiesa di Santa Maria di Costantinopoli), nonché il Largo antistante la chiesa di San Francesco, il Largo Santa Maria delle Grazie davanti all'omonima chiesa, mentre nel Largo Ostieri e nel Largo del Toro le chiese fondate in tempi molto antichi, forse inutilizzate e decadenti, scomparvero. Il Largo della Torricella ospitava fino alla fine del Seicento una chiesa non ben identificata ma la sua denominazione è da associarsi all'esistenza di una cisterna, collegata a un mulino, chiamata popolarmente in Campania all'epoca "torricella", appunto, localizzata ancora oggi in una cavità sotterranea alla piazza, al di sotto del palazzo Mosera, ex mulino. Anche il Largo Lapati (o Largo Italia) si apre davanti a quella che era stata nel Cinquecento una casa di Canonici secolari ubicata senz'altro nei pressi di una chiesa scomparsa, mentre il Largo Scuola Pia si attesta al lato del convento delle Suore Redentoriste, la cui ultima ristrutturazione si ebbe ai tempi di Alfonso Maria de Liguori .
La Diocesi di Sant'Agata de' Goti, esistente dal 970, ha avuto importanti vescovi tra i quali Sant'Alfonso Maria de' Liguori, alla guida della diocesi per tredici anni, e Felice Peretti, vescovo dal 1566 al 1571, divenuto Papa con il nome di Sisto V.
Dal 2004 è stata insignita del marchio "bandiera arancione" dal Touring Club Italiano.

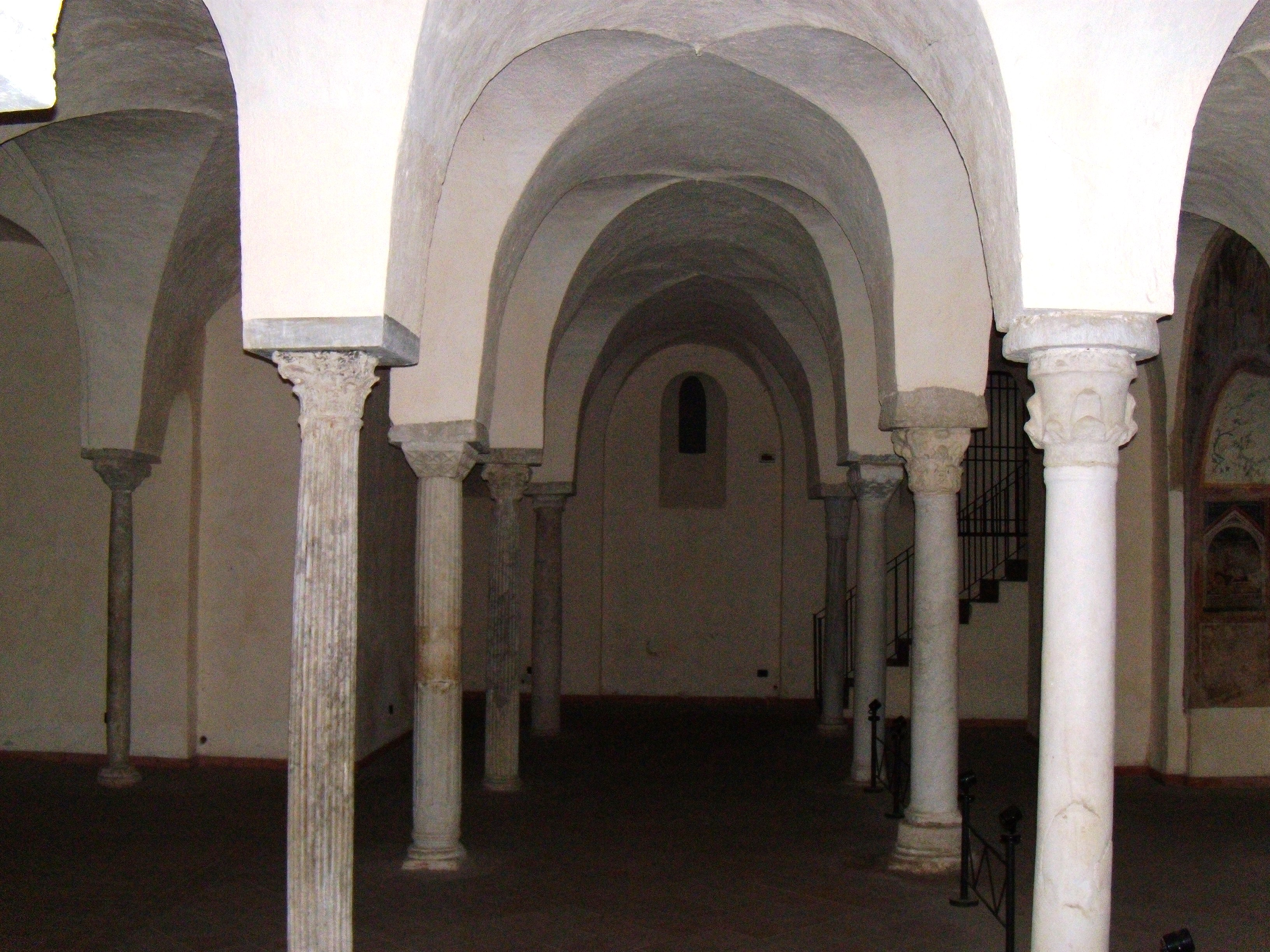
La cripta del Duomo.

## Monumenti e luoghi d'interesse

### Architetture religiose

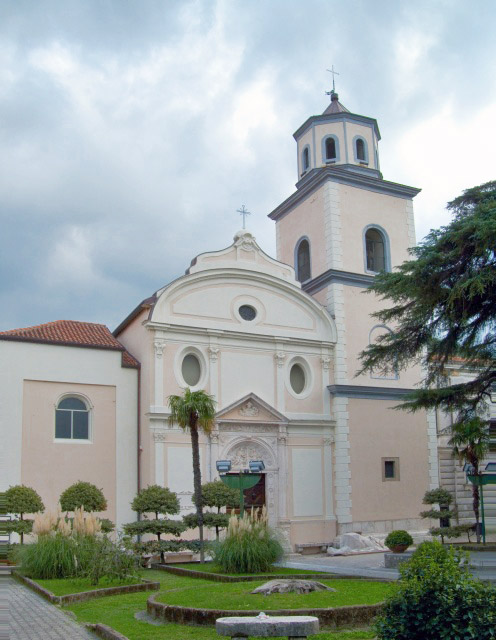
La chiesa dell'Annunziata

- Cattedrale dell'Assunta

Edificio fondato nel 970, ricostruito nel XII secolo e completamente modificato nel XVIII secolo. Conserva pregevoli opere artistiche afferenti alle varie epoche di ristrutturazione ed una cripta romanica con archi su capitelli di rara lavorazione scultorea.
- Chiesa di Sant'Angelo de'Munculanis

Edificio romanico presenta una struttura a pianta basilicale a tre navate. Originariamente la struttura prevedeva un'abside più grande, poi tagliata e ristretta. L'ingresso principale, orientato verso sud, è preceduto da un pronao composto due massicce colonne di spoglio, e sul quale si innalza il campanile. I lavori di restauro hanno portato alla luce, oltre alla struttura medievale, una cripta sotto le navate con sepolture a "scolatoio". Un'altra cripta, successivamente riempita era collocata sotto il presbiterio.
- Chiesa dell'Annunziata

La chiesa fu costruita nel XIII secolo appena fuori dalla porta sud della fortificazione normanna, ed era annessa a una struttura ospitaliera fondata nel Duecento. La chiesa fu completata nel 1238 e conserva l'impianto basilicale con tetto a capriate e monofore tipici dell'epoca; la facciata di aspetto barocco presenta un portale tardocinquecentesco, conseguenza dei restauri dell'annesso ospedale patrocinati dalla duchessa Cornelia Pignatelli e dall'universitas di Sant'Agata nel 1591. Dopo il terremoto dell'Irpinia del 1980 alcuni restauri hanno messo in risalto le varie stratificazioni architettoniche della chiesa e le sue opere d'arte.
L'interno conserva notevoli opere d'arte: nell'abside è un notevole ciclo di affreschi risalente al XIV secolo; sulla controfacciata invece è possibile ammirare un monumentale affresco del XV secolo raffigurante il Giudizio Universale, anch'esso di autore anonimo. Di pregio è anche la pala d'altare realizzata nel 1465-1470 dal pittore napoletano Angiolillo Arcuccio e raffigurante l'Annunciazione, ancora inserita nella splendida e rara cornice originale.

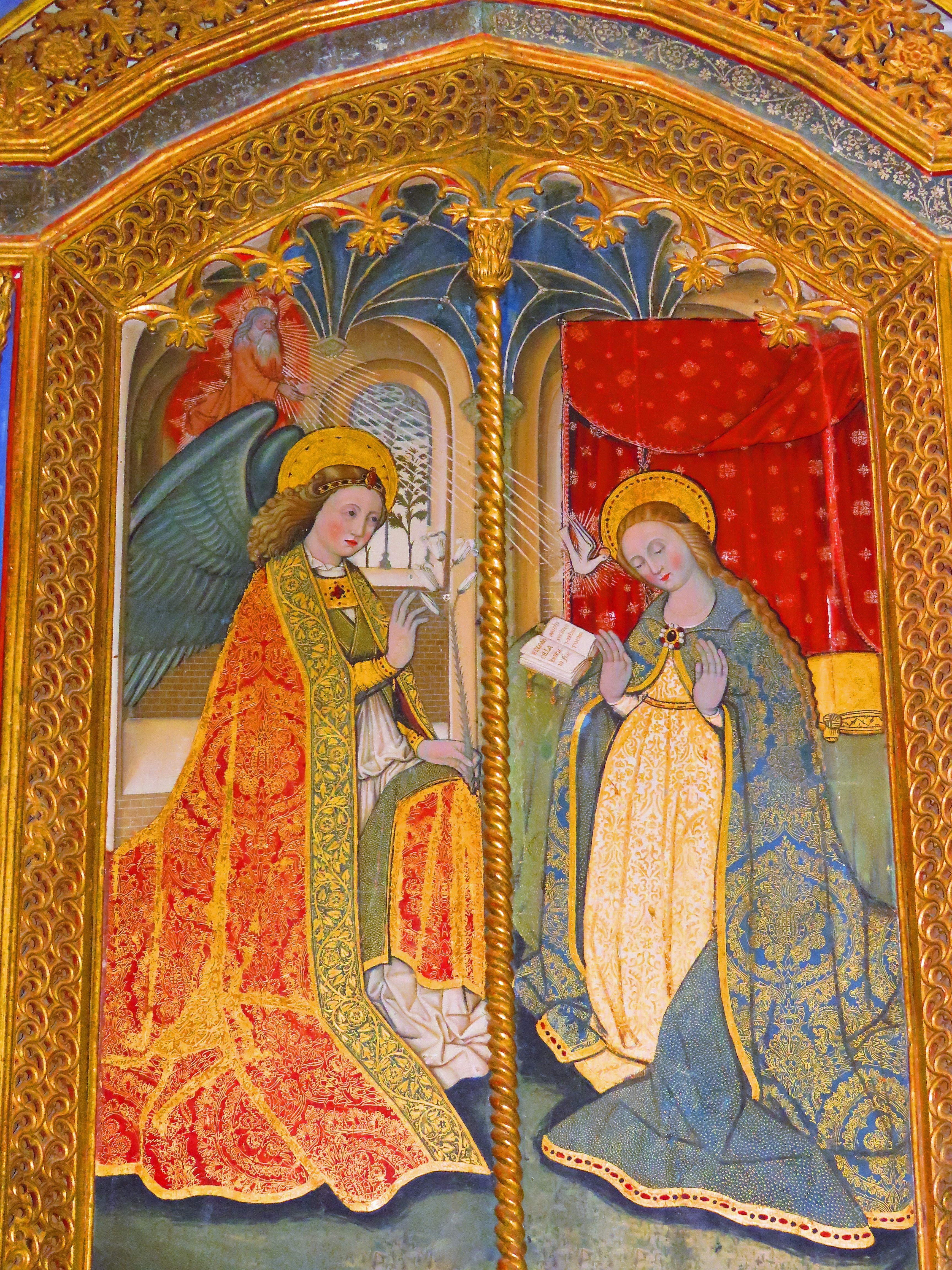
Angiolillo Arcuccio, Annunciazione (1465-1470 circa), dettaglio, Chiesa della SS Annunziata – S. Agata dei Goti.

#### Chiesa di San Menna

Interno della chiesa di San Menna

La chiesa di San Menna custodisce al suo interno delle importanti testimonianze dell'arte romanica nell'Italia meridionale, quali il più antico assetto presbiterale tuttora leggibile e con gran parte degli elementi originari ancora in loco, nonché il più antico pavimento in opus sectile, entrambi realizzati su modello della basilica desideriana di Montecassino. Fu voluta e costruita agli inizi del XII secolo dal conte Roberto di Alife, il quale vi fece trasferire tra il 1002 e il 1007 le spoglie mortali di san Menna confessore, eremita sul Taburno Camposauro nel VI secolo; fu dedicata il 4 settembre 1100 da papa Pasquale II. La facciata è preceduta e occultata da un atrio barocco settecentesco, con accesso laterale. All'interno, la chiesa presenta una pianta a tre navate, senza transetto, ciascuna delle quali termina con un'abside semicircolare.

#### Chiesa e convento di San Francesco d 'Assisi

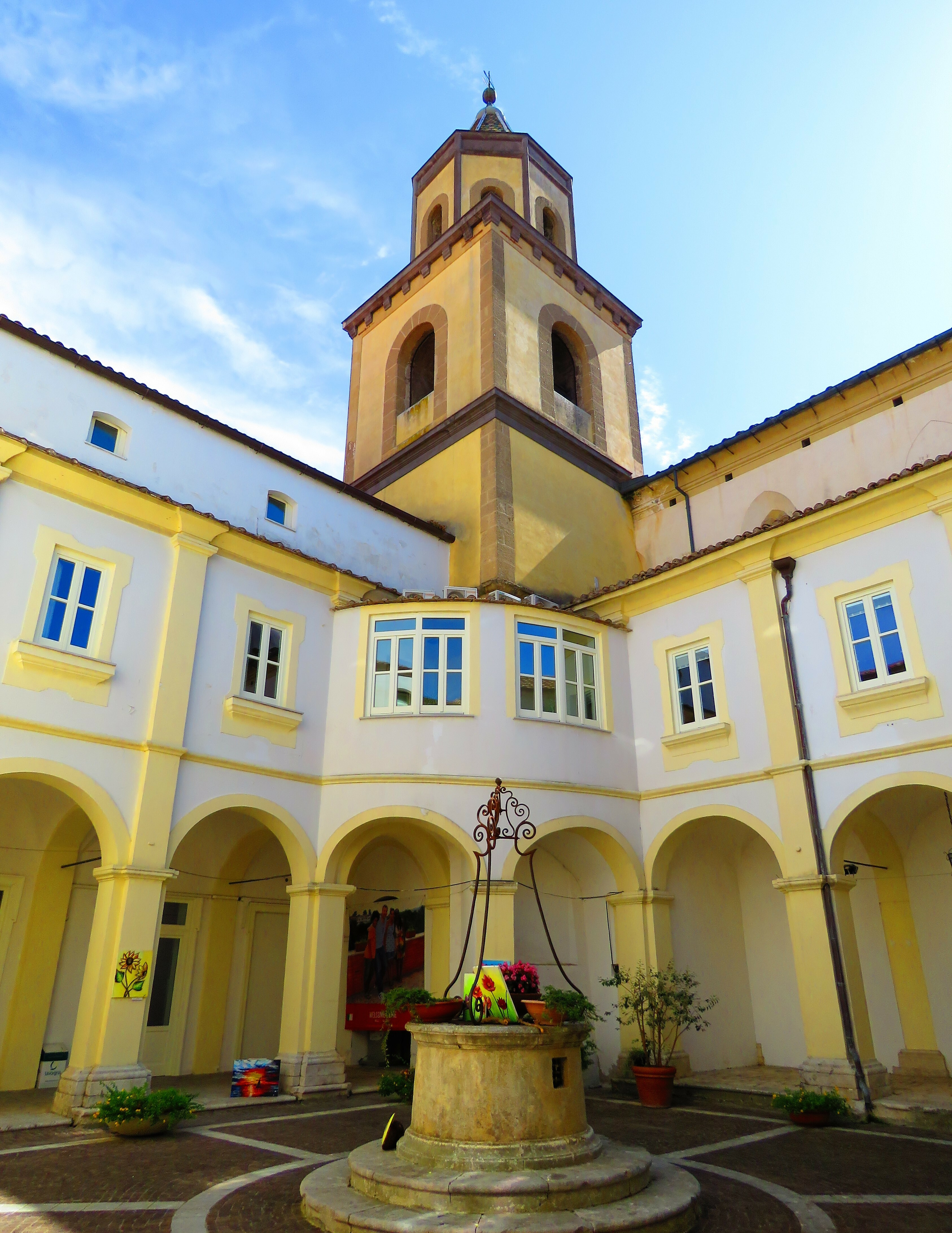
Chiostro e campanile della chiesa di San Francesco

Nella prima metà del Quattrocento una piccola comunità francescana era stanziata nella chiesetta oggi diroccata di San Francesco Vetere fuori le mura, fondata, secondo l'interpretazione di alcuni studiosi, dallo stesso Santo durante il suo viaggio verso Avellino di ritorno dal Santuario di San Michele Arcangelo del Gargano agli inizi del Duecento. Due secoli dopo i Francescani di Sant'Agata ebbero nel secondo marito di Giovanna II regina di Napoli, un sostenitore: Giacomo di Borbone, infatti, sposato nel 1415 alla regina, nel 1435, dopo una vita di intrighi e battaglie, prese i voti nell'Ordine ritirandosi in Francia. A quel tempo i feudatari di Sant'Agata erano i De la Rath, famiglia catalana protetta dalla Regina e da Alfonso d'Aragona; i Francescani ottennero da essi di poter abbandonare la piccola struttura isolata sulla collina continuamente preda dei ladri e di ricevere un convento e una chiesa all'interno del borgo. Rimaneggiata nel Settecento, epoca in cui l'Ordine era molto coinvolto nella vita secolare, la chiesa di San Francesco contiene al suo interno elementi di diverse datazioni come la tomba di Luigi/Ludovico d'Artus, feudatario di Sant'Agata fino al 1370, il soffitto ligneo a cassettoni settecentesco e una preziosa pavimentazione dipinta nella bottega napoletana del Maestro Giuseppe Massa, originario di Pietrastornina (Av), autore del chiostro di Santa Chiara a Napoli, raffigurante scene della vita di San Francesco, oltre a una successione di cappelle votive segnate dagli stemmi delle famiglie patrizie locali.
Nel Settecento fu parzialmente ristrutturato anche il convento, con l'aggiunta dello splendido portale marmoreo all'ingresso; nell'Ottocento, con il riutilizzo della struttura come Casa Comunale, al primo piano fu realizzata la Sala Consiliare, affrescata con paesaggi santagatesi e con un dipinto del 1899 raffigurante Sant'Agata, del pittore Vincenzo Severino, in cui sarebbero presenti significati massonici.  L'ex convento conserva la divisione interna in celle monastiche e il chiostro, in cui è conservata la stele commemorativa della primitiva casa monastica.
- Chiesa di Santa Maria di Costantinopoli

L'edificio sorge accanto al Monastero delle Suore Redentoriste che utilizzano la chiesa per le loro funzioni religiose. Fu costruita nel XVIII secolo per volere di Sant'Alfonso Maria de' Liguori sulle rovine di una precedente cappella intitolata a San Bartolomeo de Ferraris.

### Architetture civili
Esempio di architetture seicentesche sono:
- Palazzo Jovene del Girasole
- Palazzo Rainone
- Palazzo Vescovile, più volte trasformato
- Laboratorio di trasformazione e conservazione dell'azienda vinicola Mustilli (edificio coperto da una gigantesca volta a botte)
- Palazzo costruito da Cornelia Pignatelli donato all'Ospedale San Giovanni di Dio annesso alla chiesa della Santissima Annunziata.

Fra il XVIII e il XIX secolo nacquero meravigliose residenze a corte, ricche di giardini pensili e orti, residui dei piccoli terreni utilizzati tra le mura in caso di assedio. Ne sono un esempio:
- Palazzo Viscardi;
- Palazzo Picone;
- Residenza Mongillo;
- Palazzo Canelli;
- Villa Suppa;
- I due palazzi Mustilli; uno dei due conserva una ricca collezione archeologica comprendente vasi, bronzi, monete, fioccaglie, monili ecc., rinvenuti nel territorio di Saticula, ereditati dalla famiglia Rainone che si estinse nella famiglia Mustilli, e Minieri de Marco;
- Palazzo Bellotti - Passarelli, con bel cortile in stile pompeiano, arricchito da decorazioni e colonne bianche e piano nobile affrescato;
- Palazzo Ciardulli, poi passato in eredità alla famiglia Bellotti - Passarelli;
- Palazzo Tidei;
- Palazzo del vescovo Jannotta;
- Palazzo de Silva;
- Palazzo Mosera, di origini cinquecentesche, caratterizzato da un frantoio del XIX secolo; attualmente sede dell'Associazione Pro S. Agata - Pro Loco e di una ricca biblioteca;
- Palazzo Testa, destinato ad essere Stazione Ferroviaria ma trasformato successivamente in residenza signorile;
- Palazzo De Masi.

Fra il Settecento e l'Ottocento fu realizzato anche il cimitero comunale, con un'ampia esedra in stile neoclassico e una serie di sepolcri e cappelle patrizie di grande eleganza.

### Architetture militari

#### Castello ducale
Il castello fu fondato dai Longobardi e modificato dai Normanni, che lo concepirono come struttura difensiva; fu poi adattato a residenza in epoca rinascimentale. Al primo piano è presente un ciclo di affreschi (1710) di Tommaso Giaquinto.

## Società

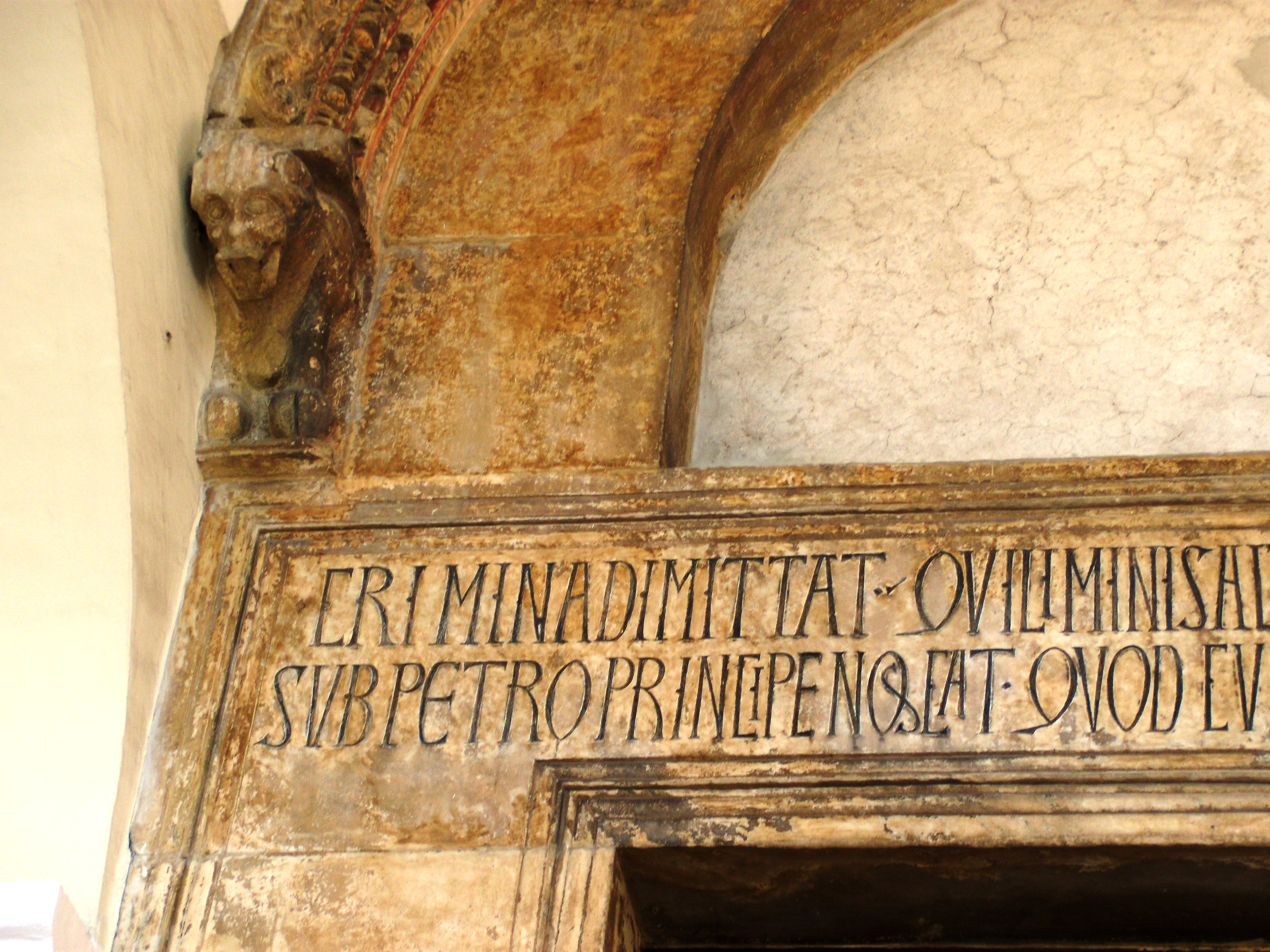
Particolare del portale della chiesa di San Menna.

### Evoluzione demografica
Abitanti censiti

## Cultura

### Musei

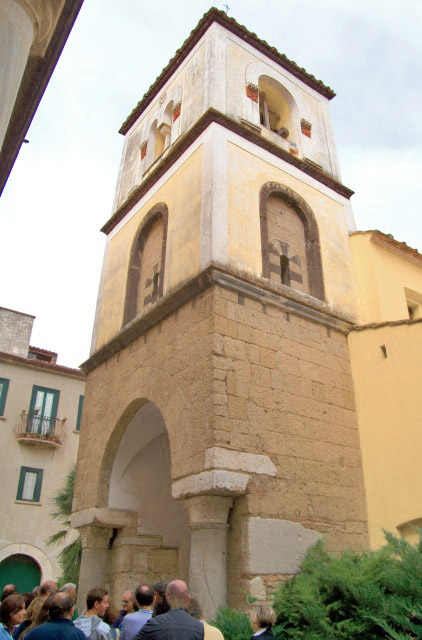
Il campanile-facciata della chiesa di Sant'Angelo in Munculanis.

La chiesa della Madonna del Carmine in piazza del Carmine ospita un museo che raccoglie reperti della vita di Sant'Alfonso Maria de' Liguori, che si festeggia in agosto.
Occasionalmente e per alcuni periodi dell'anno la chiesa di San Francesco ospita importanti mostre archeologiche internazionali come quelle multimediali dedicate ai due vasi del maestro ceramografo Assteas, ritrovati nella necropoli di Saticola e custoditi abitualmente a Montesarchio e a Napoli.
Inoltre, in occasione della celebrazione del cinquantesimo anniversario della firma dei trattati di Roma, in rappresentanza della propria cultura e della storia millenaria del Vecchio Continente, l'Italia ha scelto come opera uno vaso greco raffigurante il ratto di Europa e proveniente da Sant'Agata de' Goti. Vaso a figure rosse di tradizione ateniese, risalente a metà circa del IV secolo a.C., realizzato presso l'officina ceramica di Paestum e a firma di Assteas. La sua provenienza da Sant'Agata de' Goti non sorprende perché alcune delle opere migliori della fabbrica pestana sono state rinvenute in questo centro campano-sannita.

### Cinema
Sant'Agata è stata spesso set cinematografico, vi sono stati girati infatti molti film e cortometraggi. Tra gli altri Il resto di niente, ispirato all'omonimo romanzo di Enzo Striano, La mia generazione, con Silvio Orlando, Claudio Amendola e Stefano Accorsi, L'imbroglio nel lenzuolo con Maria Grazia Cucinotta e Nathalie Caldonazzo e Si accettano miracoli di Alessandro Siani (2014). Sant'Agata è inoltre il set dove vengono girate le esterne di "Indica", l'immaginario paesino montanaro al quale sono legati alcuni dei personaggi della soap "Un posto al sole".

### Eventi

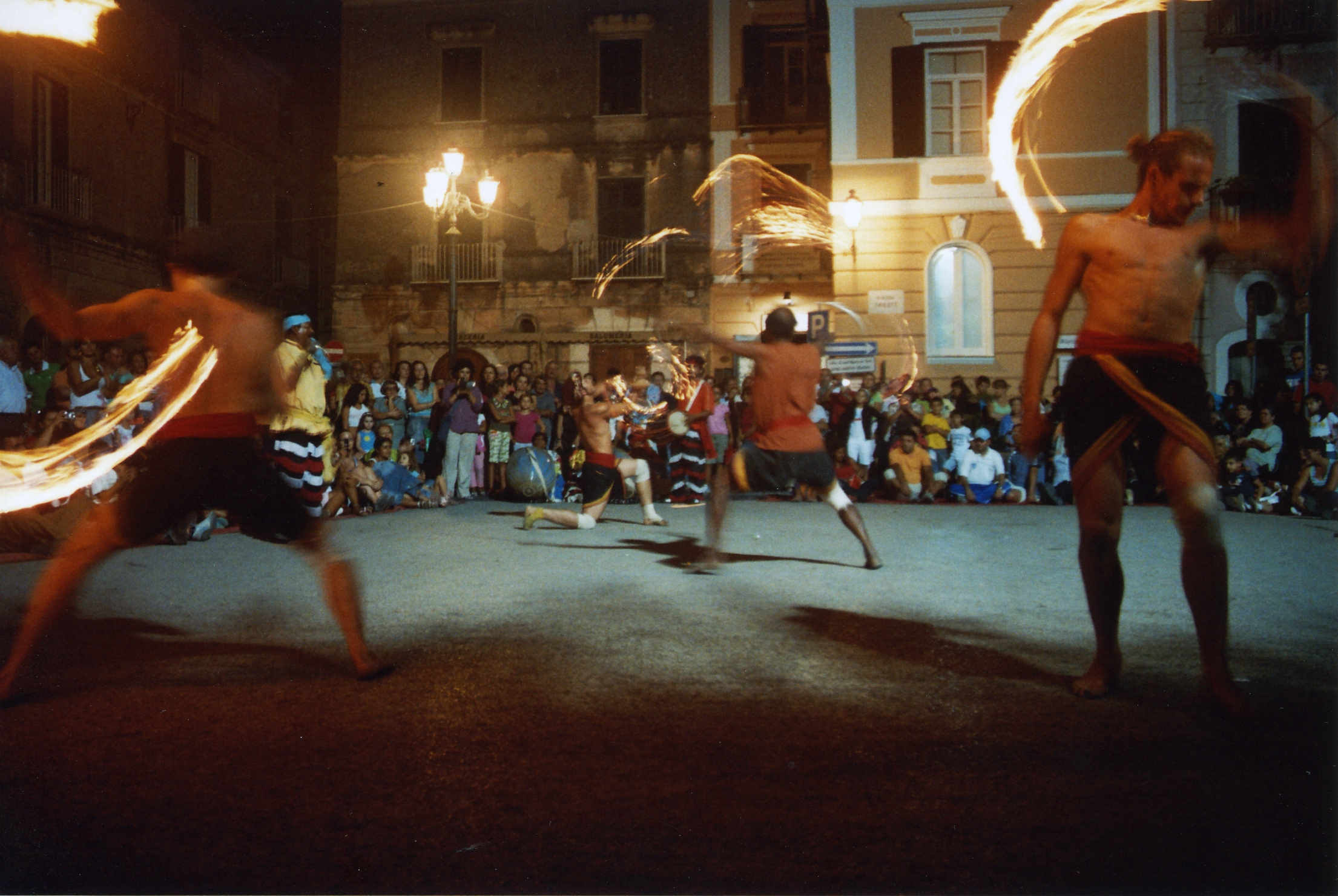
Manifestazione "Suoni di Terra"

- Giugno: Infiorata del Corpus Domini. Organizzata dalla Società Operaia di Mutuo Soccorso fondata da Gaetano Mosera, ufficiale borbonico, alla fine dell'Ottocento. Ogni anno nel mese di giugno le piazze del centro storico ospitano infiorate e altari in onore della processione alle quali possono partecipare anche i visitatori.[senza fonte]
- Suoni di Terra. festival multiculturale che si svolge ogni anno tra l'ultima settimana di agosto e gli inizi di settembre[61].[occorrono fonti terze e autorevoli a supporto]

### Scuole
- Scuola Elementare Ettore Diotallevi, situata in Viale Vittorio Emanuele.
- Istituto Comprensivo Statale “Oriani”, situato in Viale Vittorio Emanuele.
- Istituto d’Istruzione Superiore “A.M. de’ Liguori”, composto da tre sedi, situate in Via Sant’Antonio Abate, Viale Giannelli e SP121 in località Capellino.
- Istituto Superiore Alberghiero “Pellegrino Artusi”, situato in Piazza Umberto I.

## Economia

### Agricoltura
Il territorio santagatese è tradizionalmente votato alla produzione di olio, vino, frutta (mele e ciliegie in special modo), ortaggi, cereali e legumi.
Fra le specialità di frutta si coltiva la mela annurca, prodotto che nel 2006 ha ottenuto il marchio IGP (Indicazione geografica protetta). Il frutto, piccolo e schiacciato, si caratterizza per le proprietà organolettiche: polpa bianca compatta, acidula e profumata. Era già conosciuta e apprezzata nell'antichità romana, e citata da Gaio Plinio Secondo noto come Plinio Il Vecchio che nel suo Naturalis Historia ne localizza l'origine nella zona di Pozzuoli; la mela annurca viene coltivata in tutta la Regione Campania.
Di gran qualità sono i vini, bianchi e rossi, prodotti a Sant'Agata de' Goti, fra cui sono rinomati soprattutto la falanghina, che ha ricevuto la denominazione DOC con la dicitura Sant'Agata dei Goti Falanghina, e l'aglianico, etichetta DOC Sant'Agata dei Goti Aglianico riserva.

### Turismo
Il paese ha ottenuto il riconoscimento Bandiera Arancione del Touring Club Italiano, e dal 2005 fa parte dell'Associazione nazionale città del vino.

## Infrastrutture e trasporti

### Strade
La cittadina di Sant'Agata de' Goti è interamente collegata con la Strada statale 265 var di Fondo Valle Isclero, chiamata anche "SSV Fondo Valle Isclero".
La parte sud della città è attraversata da due strade principali, la strada provinciale 123 Caudina II Tronco e dalla strada provinciale 111 Solopaca - Sant'Agata, con diramazione verso l'abitato di Frasso Telesino. La parte nord è attraversata dalla strada provinciale 120 Via Bagnoli, che collega il comune a Valle di Maddaloni, e dalla strada provinciale 121 Caudina.

### Ferrovie
Il comune è servito dalla stazione di Arpaia-Airola-Sant'Agata dei Goti, ubicata lungo la ferrovia Benevento-Cancello.

### Mobilità urbana
Il paese è servito da collegamenti bus extraurbani operati da AIR Campania che lo collegano con diverse località in regione.

## Amministrazione

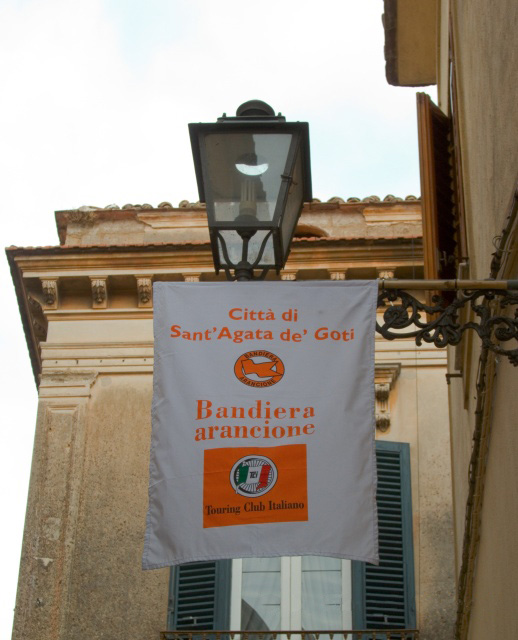
La città celebra il riconoscimento della Bandiera Arancione.

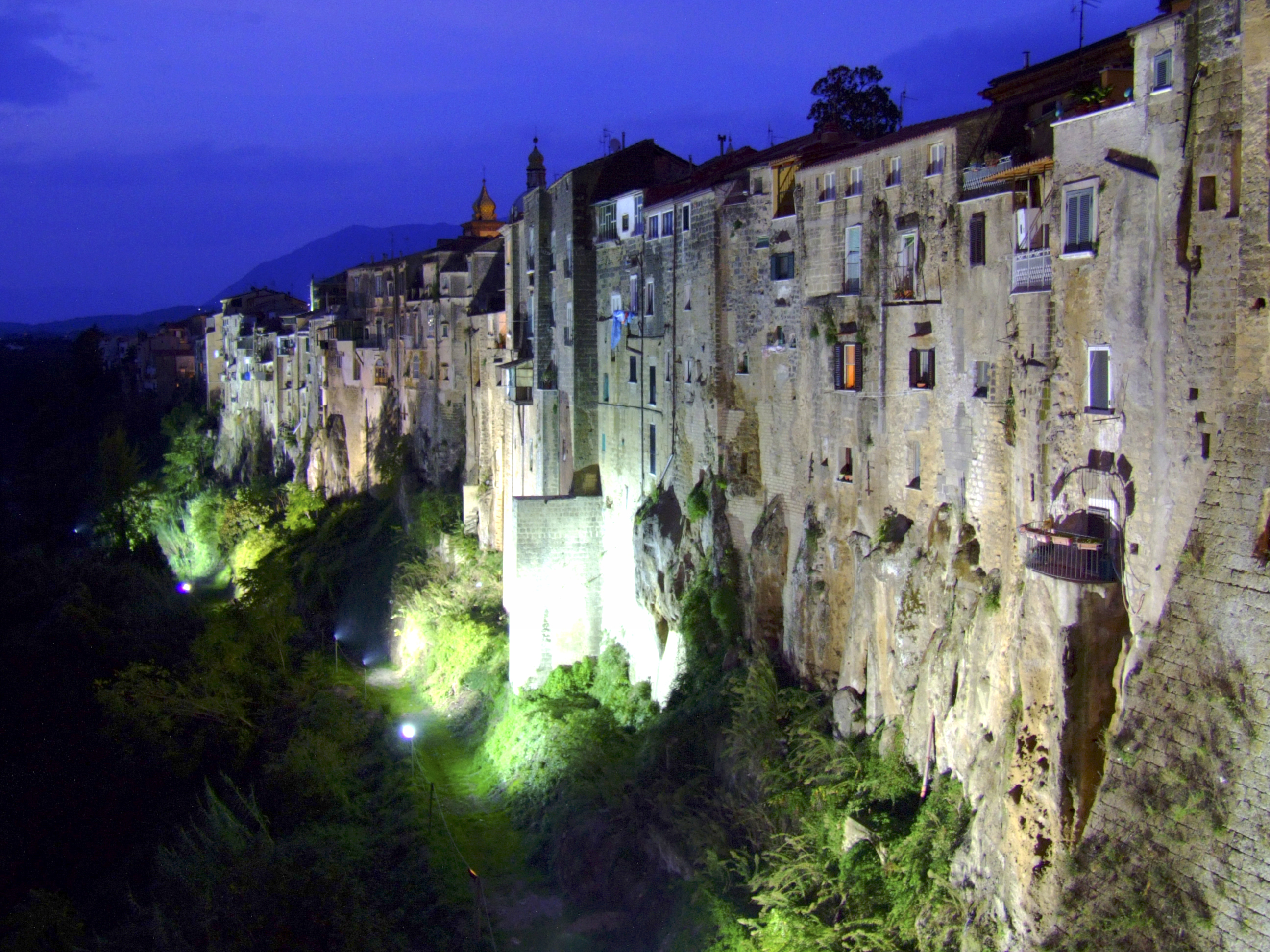
Vista notturna dal Ponte Martorano

| Nome               | Mandato           | Mandato           | Partito                                                |
| Nome               | Inizio            | Fine              | Partito                                                |
| ------------------ | ----------------- | ----------------- | ------------------------------------------------------ |
| Alfonso Ciervo     | 14 giugno 2004    | 8 giugno 2009     | Lista civica di Centrosinistra                         |
| Carmine Valentino  | 8 giugno 2009     | 25 maggio 2014    | PD                                                     |
| Carmine Valentino  | 25 maggio 2014    | 25 settembre 2015 | PD                                                     |
| Elvira Nuzzolo     | 25 settembre 2015 | 24 novembre 2015  | Commissario prefettizio                                |
| Maurizio Valiante  | 24 novembre 2015  | 24 febbraio 2016  | Commissario prefettizio                                |
| Carmine Valentino  | 24 febbraio 2016  | 27 maggio 2019    | PD                                                     |
| Giovaninna Piccoli | 27 maggio 2019    | 27 maggio 2020    | Lista civica "SiAmo Sant'Agata" - PD                   |
| Olimpia Cerrata    | 27 maggio 2020    | 22 settembre 2020 | Commissario prefettizio                                |
| Salvatore Riccio   | 22 settembre 2020 | in carica         | Lista civica "Sant'Agata città nuova" - Centrosinistra |

### Altre informazioni amministrative
Il comune fa parte della Comunità montana del Taburno e del consorzio G.A.L. Taburno.

### Servizi ospedalieri
- Ospedale "Sant'Alfonso Maria de' Liguori"

## Sport

### Calcio
- Virtus Goti

### Ciclismo
- Sant'Agata de' Goti ha visto il passaggio della tappa numero 7 del Giro d'Italia 2011